# Фалк, Пётр Васильевич
Пётр Васильевич Фалк (Фальк) (23 октября 1811 – 25 мая 1877) — вице-адмирал, командир Гвардейского экипажа, георгиевский кавалер.

## Биография
9 октября 1826 года зачислен унтер-офицером в 3-ю морскую бригаду. 3 апреля 1827 года перечислен в юнкера. 30 апреля 1829 года перечислен в портупей-юнкера. 1 января 1830 года произведен в констапели. 7 января 1831 года произведен в прапорщики корпуса морской артиллерии. В 1831-1832 годах служил на корабле «Бриен». 
25 января 1833 года зачислен в артиллерийскую роту Гвардейского экипажа. В 1833-1834 годах служил на 52-пуш. фрегате «Кастор» под командованием П. А. Чекина. 1 апреля 1835 года произведен в подпоручики. 6 декабря 1835 года произведен в поручики. В 1835-1838 годах служил на пароходе «Геркулес». 6 декабря 1836 года перечислен в мичманы. 10 марта 1837 года произведен в лейтенанты. В 1839-1847 годах служил на пароходах «Александрия», «Невка» и яхте «Дружба». В 1840 году награжден орденом Св. Станислава III степени. В 1845 году награжден орденом Св. Анны III степени. 11 апреля 1848 года произведен в капитан-лейтенанты. В 1849-1855 годах командовал пароходами «Александрия», «Граф Вронченко» и «Невка». 5 декабря 1850 года награжден орденом Св. Анны II степени с пожалованием в 1858 году императорской короны к ордену. В 1853 году награжден орденом Св. Владимира IV степени. 26 апреля 1856 года произведен в капитаны 2-го ранга с назначением членом Кораблестроительного технического комитета. 26 ноября 1856 года «за беспорочную выслугу 25 лет» награжден орденом Св. Георгия IV степени (№ 9943 по кавалерскому списку Григоровича — Степанова).
9 января 1857 года назначен командиром яхты «Александрия». В 1857-1874 годах командовал императорской яхтой «Александрия». 8 сентября 1859 года произведен в капитаны 1-го ранга. В 1863 году награжден орденом Св. Владимира III степени. 9 сентября 1863 года «за плавание с Его Величеством в Финляндию» пожалован бриллиантовым перстнем. В 1864 году пожалован греческим орденом Спасителя командорского креста. 28 октября 1866 года произведен в контр-адмиралы со старшинством с 1 января 1869 года. В 1866 году награжден орденом Даннеброга командорского креста I класса. 26 декабря 1866 года отчислен от должности члена Кораблестроительного технического комитета в связи с его расформированием. В 1869 году награжден орденом Св. Станислава I степени. В 1872 году награжден орденом Св. Анны I степени и пожалован австрийским орденом Франца-Иосифа большого креста.
8 апреля 1873 года назначен командиром Гвардейского экипажа. 22 июня 1873 года отчислен от должности командира экипажа с объявлением «за от-личное во всех отношениях командование Гвардейским экипажем» Монаршего благоволения. В том же году пожалован прусским орденом Красного Орла. 13 апреля 1875 года произведен в вице-адмиралы с назначением начальником отряда судов Гвардейского экипажа.

## Семья
- Сын: Фалк Георгий Петрович (р. 1862) – контр-адмирал (6 дек. 1913), командир императорской яхты «Александрия» (II).